# Доня Рієка
Доня Рієка (хорв. Donja Rijeka) — населений пункт у Хорватії, у Копривницько-Крижевецькій жупанії у складі громади Горня Рієка.

## Населення
Населення за даними перепису 2011 року становило 218 осіб.
Динаміка чисельності населення поселення: